# Radio Meilensteine
Radio Meilensteine, ist ein privater Hörfunksender aus Nürnberg. Träger ist der Verein „Meilensteine Medien e. V.“

## Geschichte
Der erste freikirchliche Sender in dieser Region begann seine einstündigen Magazine ab dem 1. Februar 1987 als Arbeitszweig der Freien Christengemeinde Nürnberg e. V. (eine Kirche des BFP) auf der Frequenz 92,9 MHz (Hit Radio N1) jeweils sonntags um 10 Uhr mit eigener Lizenz. Damals sendet man noch unter dem Namen „Media Vision – Studio Nürnberg“, einem Medienwerk der deutschen Pfingstbewegung. Heute beginnt der Sender nach dem Frequenzwechsel der anderen Freikirchensender (Radio AREF, Camillo 92,9, Pray 92,9) von 95,8 MHz die „Christliche Schiene“ um 9 Uhr als erster von drei christlichen Programmen. Da das Projekt für die Gemeinde mit zunehmender Sendezeit nicht mehr allein zu schultern war, gründete sich 2000 der Trägerverein Meilensteine Medien e. V., um Interessierte aus anderen Freikirchen zu gewinnen, die als Mitglieder die Arbeit finanziell und tatkräftig tragen.

## Programm
Die Sendung am Sonntag bietet einen Mix aus christlicher Musik und Beiträgen zu einem wöchentlich wechselnden Magazinthema. Teil der Sendung ist auch der 15-minütige Beitrag „Meilensteinchen“ für Kinder. Die Beiträge werden im gemeindeeigenen Studio bei der Freien Christengemeinde Nürnberg vorbereitet und im Sendestudio von Hit Radio N1 gesendet. Weitere Sendungen von Meilensteine laufen im DAB-Ensemble und im Aus- und Fortbildungskanal max neo.

## Empfang
Die terrestrische Sendefrequenz der Hauptsendung ist 92,9 MHz, Sendegebiet ist die BLM-Senderegion 7 (Industrieregion östliches Mittelfranken) und die angrenzenden Randgebiete, etwa 30 km rund um Nürnberg, weiterhin erfolgt die Verbreitung über das Kabelnetz im Großraum Nürnberg. Die weiteren Sendungen: über AFK max (Nürnberg 106,5 MHz und Erlangen 106,2 MHz und im Kabel), sowie alle Sendungen auch als Webradio. Die Sendungen über das lokale DAB-Sendefenster auf dem Sendeplatz von rt1 in the mix sind im Frequenzbereich 10C zu empfangen.